# سرتخت تیره
سرتخت تیره (نام علمی: Platycephalus fuscus) نام یک گونه از سرده سرتخت‌ها است.